# Nicolai Boilesen
Nicolai Møller Boilesen (* 16. Februar 1992 in Ballerup) ist ein dänischer Fußballspieler. Er steht beim FC Kopenhagen unter Vertrag.

## Karriere

### Verein

#### Ajax Amsterdam
Nicolai Boilesen begann in seiner Kindheit mit dem Fußballspielen bei Lille Hema IF in seiner Geburtsstadt Ballerup. Von dort aus ging er über Skovlunde IF in die Jugend des dänischen Erstligisten Brøndby IF. Dort spielte Boilesen bis Ende 2009 und ging dann in die Niederlande in die Fußballschule von Ajax Amsterdam. Am 3. April 2011 gab er beim 3:0-Sieg gegen Heracles Almelo sein Debüt in der Eredivisie. Bis zum Saisonende kam Nicolai Boilesen in jedem Punktspiel zum Einsatz und stand dabei mit Ausnahme seines Debüts immer in der Startelf. Zum Ende der Saison 2010/11 stand der Gewinn des niederländischen Meistertitels und zudem erreichte Ajax das Endspiel im KNVB-Beker, wo sie mit 2:3 nach Verlängerung gegen den FC Twente Enschede verloren. In der nächsten Saison absolvierte Boilesen für die erste Mannschaft lediglich fünf Pflichtspiele, da er mit Oberschenkelprobleme zu kämpfen hatte. 
Aufgrund dessen kam er in der Saison 2012/13 lediglich für die zweite Mannschaft zum Einsatz und kam erst in der Spielzeit darauf zum Einsatz. Zwar hatte Nicolai Boilesen im Laufe der Saison weiterhin mit Oberschenkelproblemen zu kämpfen, doch wenn er verletzungsfrei blieb, war er Stammspieler als Linksverteidiger. Dieselbe Situation gab es auch in seinem vierten Jahr in der Profimannschaft, als er in jedem seiner 22 Punktspieleinsätze zur Startelf gehörte, aber weitere Spiele aufgrund von Verletzungen ihm verwehrt blieben. Mit Ajax gewann Boilesen insgesamt vier Meisterschaften (neben 2011 auch in den Jahren 2012, 2013 und 2014). Da er sich in der Sommerpause 2015 entschied, seinen bis 2016 laufenden Vertrag nicht zu verlängern, verbannte Ajax ihn aus der Profimannschaft und verbot ihm auch, für die zweite Mannschaft zu spielen.

#### FC Kopenhagen
Im August 2016 wurde Nicolai Boilesen vom FC Kopenhagen verpflichtet, was seine Rückkehr nach Dänemark bedeutete. In der Saison 2016/17 kam er in der Liga zu lediglich sieben Einsätzen, konnte allerdings mit den Kopenhagenern den Gewinn des dänischen Meistertitels feiern. In seinem zweiten Jahr beim größten dänischen Verein war Boilesen dann Stammspieler, als er in den Punktspielen in 31 Partien zum Einsatz kam und in nahezu jedem Spiel in der Startelf stand, meist als linker Außenverteidiger. Mit einem 4:1-Sieg in einem Entscheidungsspiel gegen Aarhus GF qualifizierte sich der FC Kopenhagen für die UEFA Europa League. Nicolai Boilesen behielt seinen Stammplatz auf der Position des linken Außenverteidigers und qualifizierte sich mit seinem Verein, nachdem sie sich gegen Kuopion PS, UMF Stjarnan, ZSKA Sofia und Atalanta Bergamo durchgesetzt hatten, für die Gruppenphase der UEFA Europa League, wo sie dann mit einem einzigen Sieg ausschieden. In der Liga konnte er in seinem dritten Jahr in der dänischen Hauptstadt zweiten Gewinn des dänischen Meistertitels feiern. 
In der Saison 2019/20 fiel Boilesen lange wegen einer Knieverletzung aus und kam wettbewerbsübergreifend zu lediglich vier Spielen für die Profimannschaft. In der Qualifikation zur Champions League erreichte der FC Kopenhagen die Play-offs und schied dort gegen Roter Stern Belgrad aus, in der Europa League erreichten die Dänen das Viertelfinale und schieden dort knapp gegen Manchester United aus. In der Liga mussten Nicolai Boilesen und der FC Kopenhagen den Meistertitel an den FC Midtjylland abgeben. In seinem fünften Jahr im Verein war er nach seiner Verletzung wieder Stammspieler und wurde dann auch wieder auf der Position des linken Außenverteidigers eingesetzt, wobei er auch manchmal als Innenverteidiger zum Einsatz kam. Die dänische Meisterschaft wurde in dieser Saison erneut nicht gewonnen, da sich der Erzrivale Brøndby IF die Krone aufsetzte. In der Saison 2021/22 startete Boilesen mit seinem Verein in der neugegründeten UEFA Europa Conference League und erreichte in diesem Wettbewerb das Viertelfinale, wo PSV Eindhoven Endstation bedeutete. Anders als in den beiden vorangegangenen Jahren konnte der FC Kopenhagen wieder den Meistertitel gewinnen. Dadurch startete Nicolai Boilesen mit seinem Verein in seinem siebten Jahr bei den Kopenhagenern in der Qualifikation zur „Königsklasse“ und setzte sich mit dem FC Kopenhagen in den Play-offs gegen Trabzonspor durch. In der Gruppenphase schieden die Dänen als Letzter aus, allerdings konnte national das Double gewonnen werden. Verletzungsbedingt kam Boilesen zu lediglich zehn Pflichtspieleinsätzen (davon zwei in der Champions League).

### Nationalmannschaft

#### Nachwuchsnationalmannschaften
Boilesen absolvierte zwei Partien für die dänische U16-Nationalmannschaft, 29 für die U17, 16 für die dänische U19 und eine für die U20-Auswahl.
Von Trainer Keld Bordinggaard wurde er für den Kader der dänischen U-21 zur U-21-Fußball-Europameisterschaft 2011 nominiert. Am 6. Juni 2011 absolvierte Boilesen beim 4:0-Sieg im Testspiel in Vejle gegen die Türkei sein erstes Spiel für diese Altersklasse. Er kam bei der U21-Endrunde in Dänemark in allen drei Partien seiner Mannschaft zum Einsatz; die dänische U21 schied nach der Gruppenphase aus.

#### A-Nationalmannschaft
Seine Premiere in der A-Nationalmannschaft absolvierte Boilesen am 10. August 2011. Bei einer 1:2-Freundschaftsspielniederlage gegen Schottland in Glasgow stand er die gesamte Spielzeit auf dem Feld. Sein erstes Pflichtspiel folgte am 6. September 2011 bei einem EM-Qualifikationsspiel in Kopenhagen gegen Norwegen. Boilesen kam beim 2:0-Sieg der Dänen über 90 Minuten zum Einsatz. Es blieb auch aufgrund von Oberschenkelproblemen sein vorerst letzter Einsatz für die A-Nationalmannschaft; im Kader zur Europameisterschaft 2012 in Polen und der Ukraine fand er keine Berücksichtigung. In der Qualifikation zur Weltmeisterschaft 2014 in Brasilien kam er zu drei Einsätzen. Dabei wurde die Teilnahme als schlechtester Gruppenzweiter verpasst. Am 15. November 2013 schoss im Testspiel in Herning gegen Norwegen mit dem 2:1-Siegtreffer kurz vor Schluss sein erstes Tor für die dänische A-Nationalelf.
Boilesen absolvierte in der anschließenden Qualifikation zur Europameisterschaft 2016 in Frankreich vier Spiele, lief allerdings am 29. März 2015 bei der 0:2-Niederlage im Testspiel in Saint-Étienne gegen Frankreich zum vorerst letzten Mal für die dänische Nationalelf auf. Infolgedessen erhielt er zweieinhalb Jahre keine Einladung in die Nationalelf, ehe er am 13. März 2018 von Trainer Åge Hareide für die Testspiele gegen Panama und Chile nominiert wurde. Am 22. März 2018 spielte Boilesen beim 1:0-Sieg in Brøndby gegen Panama erstmals seit dem 29. März 2015 wieder für die dänische Nationalmannschaft auf.
Zur Fußball-Europameisterschaft 2021 wurde er in den dänischen Kader berufen.

## Erfolge
Ajax Amsterdam
- Niederländischer Meister: 2011, 2012, 2013, 2014
- Niederländischer Supercupsieger: 2014

FC Kopenhagen
- Dänischer Meister: 2017, 2019, 2022, 2023
- Dänischer Pokalsieger: 2017